# Riconoscimento (diritto internazionale)
Il riconoscimento, nell'ambito del diritto internazionale, è un atto politico unilaterale, espresso o tacito, con cui uno Stato attribuisce la condizione di soggetto di diritto internazionale a un altro organismo (un altro Stato o un governo), "riconoscendolo" appunto come tale; generalmente, l'atto di riconoscimento è il requisito necessario perché tra due Stati o tra due governi possano stabilirsi normali relazioni diplomatiche.
Stati totalmente privi di riconoscimento o riconosciuti solo da un numero ridotto di altri Stati sono definiti come Stati a riconoscimento limitato.

## Riconoscimento di Stati
Si ha un riconoscimento di Stato quando uno Stato, con un proprio atto, riconosce appunto la condizione di "Stato" a un'altra entità, ammettendola quindi nel novero dei soggetti di diritto internazionale; benché il riconoscimento sia necessario per fare ciò, dall'atto non discende comunque un automatico obbligo di avviare relazioni diplomatiche tra i due soggetti. L'atto di riconoscimento testimonia tanto la volontà politica dello Stato preesistente di intrattenere normali relazioni con lo Stato riconosciuto, che l'attestazione giuridica da parte di esso dell'esistenza delle condizioni previste perché un soggetto possa essere considerato come "Stato sovrano".
Sulla base della cosiddetta "teoria dichiarativa", uno Stato esiste se controlla stabilmente un territorio abitato e se è dotato di autonome istituzioni di governo che esercitino effettivamente la sovranità su tale territorio; secondo tale teoria, quindi, l'esistenza di uno Stato non dipende dal riconoscimento o meno di esso da parte degli altri Stati: uno Stato è tale anche se non è riconosciuto da nessun altro Stato al mondo, e l'atto di riconoscimento non è costitutivo della personalità giuridica internazionale ma solo "dichiarativo" di una situazione già esistente nei fatti. Secondo la più vecchia "teoria costitutiva", invece, il riconoscimento da parte degli altri Stati è condizione necessaria perché un soggetto possa diventare uno "Stato sovrano" a tutti gli effetti: in base a tale tesi, sono gli Stati preesistenti a decidere se e quando un nuovo ente può essere ammesso nel novero dei soggetti di diritto internazionale.
Il riconoscimento è un atto politico, non soggetto a particolari obblighi giuridici nella sua formulazione, pertanto è realizzabile sia tramite un atto esplicito che attraverso comportamenti che attestino in qualche modo una forma di "riconoscimento tacito": ad esempio, si ritiene generalmente che il voto favorevole di uno Stato all'ammissione di un soggetto all'interno di un'organizzazione internazionale riservata agli Stati (in particolare, le Nazioni Unite) costituisca una forma di "riconoscimento di Stato tacito" di tale soggetto; per tale ragione, quando uno Stato intrattiene una qualche forma di contatti o colloqui con un soggetto verso cui non intende operare un riconoscimento, può sentire il bisogno di proclamare esplicitamente che i suoi atti non costituiscono riconoscimento di Stato di tale soggetto. Si ritiene che l'atto di riconoscimento di uno Stato produca un effetto di estoppel nei confronti di chi opera il riconoscimento: l'atto preclude allo Stato che ha effettuato il riconoscimento la possibilità di contestare successivamente la situazione di fatto o di diritto riconosciuta, o di negare in un secondo tempo la soggettività giuridica internazionale allo Stato riconosciuto.
In passato, si riteneva che unico requisito richiesto al nuovo soggetto perché potesse essere riconosciuto come Stato fosse l'effettivo controllo di una comunità territoriale. Dagli anni 1930 (con la cosiddetta "Dottrina Stimson"), e poi ancora con l'adozione della Carta delle Nazioni Unite, si è dato maggior rilievo al fatto che il nuovo soggetto rispetti effettivamente le regole fondamentali della comunità internazionale (come il divieto di ricorrere alla guerra in violazione di trattati internazionali), i diritti umani universali e i diritti generalmente accordati alle minoranze: in caso di violazione di tali principi, è ritenuto legittimo che uno Stato rifiuti il riconoscimento a un soggetto che pure esercita la piena autorità sovrana su un dato territorio, circostanza che ad esempio si verificò con la Rhodesia tra il 1965 e il 1980 (il riconoscimento dello Stato rhodesiano, che pure era effettivamente in possesso dei requisiti sostanziali di controllo del territorio, fu vietato da due risoluzioni del Consiglio di sicurezza delle Nazioni Unite a causa delle ripetute violazioni dei diritti delle popolazioni nere).
Poiché però il riconoscimento è un atto unilaterale e non soggetto a particolari obblighi giuridici, è perfettamente possibile che uno Stato riconosca un soggetto anche se esso viola i principi di cui sopra; in particolare, si parla di "riconoscimento prematuro" quando il riconoscimento avviene prima che il nuovo Stato sia entrato in possesso delle condizioni di fatto per l'acquisto della personalità giuridica internazionale (in particolare, l'effettivo controllo di un territorio abitato): ad esempio, "riconoscimento prematuro" è stato considerato da alcuni autori quello accordato da Comunità europea, Austria e Svizzera nei confronti della Croazia il 15 gennaio 1992, in quanto il nuovo Stato croato, impegnato nelle guerre jugoslave, non controllava all'epoca che un terzo del suo territorio.

## Riconoscimento di governi
Si ha un riconoscimento di governo quando uno Stato riconosce appunto la condizione di "governo di uno Stato" a un certo soggetto esterno, avviando con esso normali rapporti diplomatici; il riconoscimento di governo è un atto distinto dal riconoscimento di Stato, benché sia necessario che il secondo sia stato effettivamente eseguito per poter operare il primo. A differenza del riconoscimento di Stato, il riconoscimento di governo può essere successivamente ritirato o annullato dallo Stato che lo ha effettuato, mossa che costituisce una misura di riprovazione internazionale superiore in intensità alla rottura delle relazioni diplomatiche; il venir meno del riconoscimento di governo non ha però effetti sul precedente riconoscimento dello Stato interessato.
Generalmente, la questione del riconoscimento di governo non si pone quando la successione tra due governi si verifica nel rispetto delle normative costituzionali dello Stato interessato, cioè quando avviene per tramite di elezioni o referendum; invece, si ritiene necessario esperire un riconoscimento di governo quando la successione avviene per vie extracostituzionali o violente, cioè a seguito di un colpo di Stato o di una rivoluzione.